# 全反射照明蛍光顕微鏡
1. 対物レンズ
2. 蛍光（検出する信号）
3. オイル
4. カバーガラス
5. 試料
6. エバネッセント光
7. 励起光
8. 水晶プリズム

1. 試料
2. エバネッセント光
3. カバーガラス
4. オイル
5. 対物レンズ
6. 蛍光（検出する信号）
7. 励起光

楔形プリズムを用いたコンデンサ型全反射蛍光顕微鏡の構造。

落射型全反射蛍光顕微鏡の構造

全反射照明蛍光顕微鏡（ぜんはんしゃしょうめいけいこうけんびきょう、Total internal reflection fluorescence microscope）、TIRF (Total Internal Reflection Fluorescence) 顕微鏡、エバネッセント場顕微鏡とは、カバーガラスなどの全反射面の裏側にトンネル効果によりしみだすエバネッセント光を励起光源とした顕微鏡である。
拡散しない光源が必要なため、通常レーザー光源が用いられる（オリンパス社には楔形プリズムを使用した、アーク光源のシステムも存在する）。

## 原理
油浸対物レンズによる落射照明で対物レンズ顕微鏡側の中心から外れた場所に励起光を入射させて、油浸オイルとカバーガラスの境界面で全反射を発生させるか、もしくは特殊なコンデンサを油浸とし、スライドガラスと試料の境界面で全反射を起こす角度で励起光を入射させる。
すると、この境界面にエバネッセント場が形成され、試料側の厚さ数百ナノメートルが照明される。従って、この厚みの範囲でのみ励起光が当たった試料からの蛍光が発生する。
このため、背景に光ノイズの少ない非常に暗い状態で、カバーガラス近傍の物質を励起することができる。この特徴から、光学顕微鏡の解像度をはるかに超えた、たとえば蛍光分子一個の挙動を観察することも可能である。
この顕微鏡により情報通信研究機構の研究グループが、ATP合成酵素が分子モーターとして回っている様子の可視化に成功しているなど、in vivo（実際の生体内）における分子の挙動などの研究について活用されている。